# 地域再生本部
地域再生本部（ちいきさいせいほんぶ、英語：Regional Regeneration Headquarters）は、日本の内閣に設置された組織である。

## 設置根拠
2003年10月24日に地域経済の活性化、地域における雇用機会の創出その他の地域の活力の再生を総合的かつ効果的に推進するため、地域が行う自主的かつ自立的な取組を国が支援することを目的に小泉内閣で閣議決定された。

## 構成
- 本部長
  - 内閣総理大臣：石破茂
- 本部長代理
  - 内閣官房長官：林芳正
  - 内閣府特命担当大臣（地方創生）：伊東良孝
  - 経済再生担当大臣兼内閣府特命担当大臣（経済財政政策）：赤澤亮正